# Matteo Marangoni

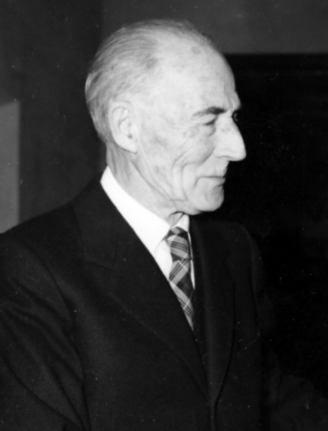
Matteo Marangoni

Matteo Marangoni (* 12. Juli 1876 in Florenz; † 1. Juni 1958 in Pisa) war ein italienischer Kunsthistoriker, Kunstkritiker und Komponist.

## Biografie
Als Sohn von Maria Augusta Malvisi und Carlo Marangoni, einem Physiklehrer, machte er 1896 sein Abitur, setzte aber sein Studium nicht sofort fort. Mit seiner Leidenschaft für die Musik zog er nach London, wo er als Pianist auftrat und kurze Musikstücke für Stimme und Klavier komponierte: Barcarola 1897, Serenata 1900, Le pastorelle montanine di Franco Sacchetti 1901, Tre canti di Giacomo Leopardi e Gavotta 1902.
Zurück in Florenz schrieb er sich an der Fakultät für Naturwissenschaften ein und schloss 1905 sein Studium der Anthropologie ab. Er zog nach Paris und dann nach London, reiste auch nach Deutschland und entwickelte ein großes Interesse an der figurativen Kunst, so dass er nach seiner Rückkehr nach Italien 1909 in Bologna einen Kurs zur Kunstgeschichte besuchte. 1910 heiratete er Drusilla Tanzi (mit der er einen Sohn, Andrea, hatte) und arbeitete als Volontär in der Soprintendenza von Florenz, in der er 1913 Inspektor und später Direktor wurde. Von 1916 bis 1925 lehrte er Kunstgeschichte im Collegio della SS. Annunziata in Poggio Imperiale. Für kurze Zeit leitete er 1920 auch die Pinacoteca di Brera und 1924 die Galleria Nazionale di Parma.
In dieser Zeit interessierte er sich vor allem für die Malerei des 17. Jahrhunderts, über die er zahlreiche Artikel in den Zeitschriften „L’Arte“, „Bollettino d’arte“, „Dedalo“, „Rassegna d’arte“, „Rivista d’arte“ und „Vita d’Arte“ veröffentlichte. Im Jahr 1925 unterrichtete er an der Universität Palermo den Studiengang Kunstgeschichte und war im folgenden Jahr als freier Dozent an der Universität Pisa tätig. 1927 veröffentlichte er die Bücher Arte barocca und Come si guarda un quadro, 1933 gefolgt von Saper vedere („zu sehen wissen“), das letztere sehr erfolgreich, die in zahlreiche Ausgaben und Übersetzungen erschienen.
Ab 1938 lehrte er Kunstgeschichte an der Universität Mailand und kehrte von 1946 bis zu seiner Pensionierung im Jahr 1951 an die Universität Pisa zurück. Er veröffentlichte 1953 Capire la musica und lebte die letzten Jahre bis zum Tod in Pisa, wo er sein letztes Werk, eine Monographie über Guercino, schrieb, das 1959 veröffentlicht wurde.
Marangonis Kritik der Crocianischen-Kultur zielte auf die Benachteiligung rein figurativer Werte ab, in der die poetischen Werte des Kunstwerks identifiziert werden. Seine Bücher sind von der Schule von Benedetto Croce und Heinrich Wölfflin positiv beeinflusst, die zur Klärung von Konzepten auf der Grundlage von Beobachtung und einer Logik als Wissenschaft des reinen Konzepts gelangen. Viele Kritiker der modernen und zeitgenössischen Kunst haben Marangonis Werke für die Lehrtätigkeit und in ihren Studien genutzt.

## Werke
- Il Guercino, Florenz, Fratelli Alinari, 1920
- Il Caravaggio, Florenz, Battistelli, 1922
- La Basilica di S. Lorenzo in Firenze, Florenz, Battistelli, 1922
- La Villa del Poggio Imperiale, Florenz, Fratelli Alinari, 1923
- I Carloni, Florenz, Fratelli Alinari, 1925
- La Galleria Pitti, Mailand, Treves, 1926
- Arte barocca, Florenz, Vallecchi, 1927
- Come si guarda un quadro, Florenz, Vallecchi, 1927
- Saper vedere, Mailand-Roma, Treves, Treccani, Tumminelli, 1933
- Capire la musica, Mailand, Garzanti, 1953
- Guercino, Mailand, Aldo Martello, 1959
- Carteggi (1909–1958), Hrsg.: Luca Barreca, Palermo, Editrice Mediterranea, 2006